# Ђорђе Вучинић
Ђорђе Вучинић (Београд, 15. јануар 1999) је српски ватерполиста. Тренутно наступа за Нови Београд. Играо је за Партизан, Шабац и Раднички. Са репрезентацијом је освојио пето место у Светској лиги 2022. у Стразбуру.